# Corp uman
Termenul de corp uman face referire la toată structura anatomică a unui om. Corpul uman este compus din diverse tipuri de celule, care alcătuiesc țesuturile și organele. În interiorul corpului uman, în condiții fiziologice, componentele asigură homeostazia acestuia.
Principalele componente structurale ale corpului uman sunt: capul, gâtul, trunchiul (toracele și abdomenul) și membrele (superioare și inferioare). Din punct de vedere biochimic, corpul uman este în majoritate alcătuit din elementele: hidrogen, oxigen, carbon, calciu și fosfor.